# Julius Kiptum Rop
Julius Kiptum Rop (* 1977) ist ein kenianischer Marathonläufer.
Sein Debüt gab er 2005 beim Leipzig-Marathon, den er in 2:16:22 gewann. Im selben Jahr wurde er beim Köln-Marathon Fünfter in 2:16:18.
Eigentlich nur als Tempomacher engagiert, siegte er 2006 beim Düsseldorf-Marathon in 2:15:56. Beim Baden-Marathon, wo er ein Jahr zuvor auf der Halbmarathon-Strecke siegreich war, wurde er im selben Jahr Zweiter.